# 小行星145480

小行星145480（2005 TB190）是一顆海王星外天體（TNO），絕對星等為4.4等。

## 軌道

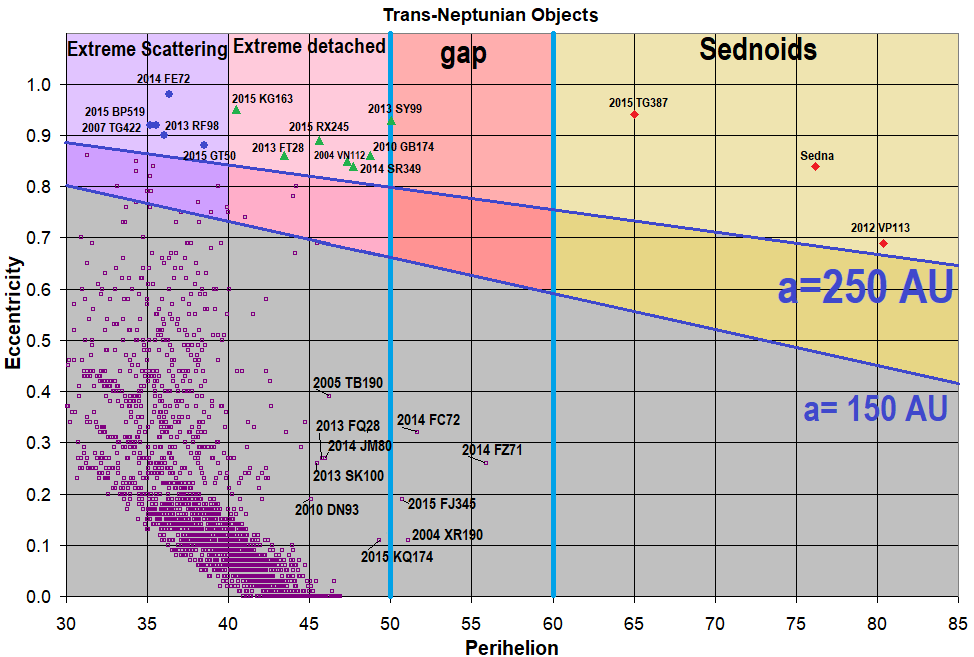
(145480) 2005 TB190 is located near the "gap", a poorly understood region.

小行星145480被深度黃道巡天（DES）歸類為獨立天體，因為它的軌道似乎超出與海王星之間顯著的引力交互作用。然而，如果海王星向外遷移，那麼就會有一段時間海王星的偏心率更高。小行星145480的遠日點位於104個天文單位。
2007年，Emel’yanenko和Kiseleva的模擬顯示，小行星145480與海王星發生4:1共振的可能性不到1%。
小行星145480曾在七次衝被觀測到202次。小行星145480於2017年1月到達近日點。2005年發現前觀測紀錄可以追溯到2001年11月。

## 外部連結
- NASA JPL小天體瀏覽器上的小行星145480